# Dojo kun
Dōjō kun est un terme des arts martiaux japonais signifiant littéralement « règles du dojo ». Ces règles sont généralement affichées à l'entrée de la salle d'entrainement ou sur la façade du dojo (shomen) et souligne les comportements à respecter ou à éviter. Dans certains styles d'art martial, ils sont récités à la fin de chaque cours.

## Karaté shotokan

Dōjō kun

Généralement crédité à Gichin Funakoshi (certains l'attribuant plutôt à Kanga Sakukawa, un amateur d'Okinawa du XVIIIe siècle), le dōjō kun se présente sous la forme de cinq principes, récités à la fin de chaque cours de karaté shotokan, ayant pour but de donner un contexte éthique à la pratique.
Les cinq règles en japonais sont :
一、人格完成に努むること
hitotsu, jinkaku kansei ni tsutomuru koto
一、誠の道を守ること
hitotsu, makoto no michi wo mamoru koto
一、努力の精神を養うこと
hitotsu, doryōku no seishin wo yashinau koto
一、礼儀を重んずること
hitotsu, reigi wo omonzuru koto
一、血気の勇を戒むること
hitotsu, kekki no yū wo imashimuru koto
Il existe de nombreuses traduction du dōjō kun, on peut les traduire par :
- Chacun doit s'efforcer d'atteindre la perfection
- Chacun doit être loyal et protéger la voie de la vérité
- Chacun doit entretenir un esprit d'effort
- Chacun doit respecter les autres et l'étiquette
- Chacun doit se garder d'un courage impétueux

## Dans les autres styles
Le dōjō kun apparait également dans d'autres styles d'arts martiaux, avec des modifications apportées selon les écoles.
Par exemple, en gōjū-ryū, le dōjō kun comprend huit règles :
- Hitotsu. Sois humble et poli.
- Hitotsu. Entraine-toi en prenant en compte ta force physique.
- Hitotsu. Pratique sincèrement avec créativité.
- Hitotsu. Sois calme et prompt.
- Hitotsu. Prends soin de ta santé.
- Hitotsu. Vis pleinement ta vie.
- Hitotsu. Ne sois pas trop fier ou trop modeste.
- Hitotsu. Continue ton entrainement avec patience.

## Dérivation
Le dōjō kun vient des « 20 principes du karaté », écrits par Gichin Funakoshi, ou niju kun, repris par la JKA (Japan Karaté Association). Il est utilisé comme une forme condensée des 20 préceptes de Funakoshi.

### Source
- (en) Cet article est partiellement ou en totalité issu de l’article de Wikipédia en anglais intitulé « Dojo kun » (voir la liste des auteurs).